# Maximianus (djur)
Maximianus är ett släkte av insekter. Maximianus ingår i familjen dvärgstritar.
Kladogram enligt Catalogue of Life:
| Maximianus | \| \| Maximianus cephalicus \| \| \| \| \| \| Maximianus notatus \| \| \| \| |
|            | \| \| Maximianus cephalicus \| \| \| \| \| \| Maximianus notatus \| \| \| \| |
|            | Maximianus cephalicus                                                        |
|            |                                                                              |
|            | Maximianus notatus                                                           |
|            |                                                                              |